# Indotyphlops lankaensis
Indotyphlops lankaensis är en ormart som beskrevs av Taylor 1947. Indotyphlops lankaensis ingår i släktet Indotyphlops och familjen maskormar. Inga underarter finns listade i Catalogue of Life.
Denna orm förekommer i en liten region på nordöstra Sri Lanka. Den lever nära havet i låglandet. Individerna vistas i öppna skogar och i trädgårdar. De gräver i marken. Honor lägger ägg.
Beståndet hotas av byggaktiviteter i samband med turism. Utbredningsområdet är upp till 100 km² stort. IUCN listar arten som akut hotad (CR).